# Heiðar Helguson
Heiðar Helguson (Akureyri, 22 agosto 1977) è un ex calciatore islandese, di ruolo attaccante.

## Carriera

### Club
Nel 1998 i norvegesi del Lillestrøm S.K. lo acquistarono dal Þróttur di Reykjavík.
Giocò per due stagioni in Tippeligaen, la massima serie del campionato norvegese, collezionando 43 presenze e 18 gol.
Le sue buone prestazioni in Norvegia attirarono l'interesse del Watford, che l'11 gennaio 2000 lo acquistò per 1.500.000 £.
Esordì il 15 gennaio 2000 in una partita di Premier League e segnò anche un gol che non bastò ad evitare la sconfitta per 3-2 contro il Liverpool. Andò a segno anche nella giornata successiva contro il Bradford. Concluse la sua prima stagione in Inghilterra con 16 presenze e 6 gol ma il Watford arrivò ultimo e retrocesse in Football League Championship.
Restò al Watford fino al 2005. La stagione 2004-2005 fu la migliore giocata da Helguson. Infatti l'islandese giocò 39 partite e segnò 16 gol. Per questo fu eletto "Player of the Season" del Watford.
Nell'estate del 2005 fu acquistato dal Fulham. Esordì con la maglia del club di Londra il 20 agosto nella partita persa per 2-1 in casa del Blackburn.
Il 21 settembre segnò il suo primo gol nella partita di Carling Cup vinta per 5-4 contro il Lincoln City a Craven Cottage. In coppia con Brian McBride causò problemi anche alle migliori difese della Premier League.
Nell'estate del 2007 passò al Bolton, sotto la guida di Sammy Lee.
Esordì l'11 agosto nella partita di campionato persa per 1-3 contro il Newcastle.
Il 15 agosto segnò il suo primo gol proprio contro il Fulham, che vinse per 2-1. Concluse la sua prima stagione con 6 presenze e due gol in campionato, oltre a due presenzesenza reti in Coppa UEFA contro lo Sporting Lisbona.
Il 20 novembre 2008 fu ceduto in prestito in Football League Championship al Queens Park Rangers fino a gennaio. Helguson aveva giocato la sua ultima partita con il Bolton il 13 settembre contro il Fulham.
Esordì con il QPR il 29 novembre in una partita pareggiata a reti inviolate contro il Crystal Palace. Segnò il suo primo gol il 13 dicembre contro il Plymouth Argyle F.C. e il 20 dicembre realizzò una doppietta contro il Preston North End.
Il 2 gennaio, dopo aver collezionato 7 presenze e 3 reti, fu acquistato definitivamente dal Queens Park Rangers e il 27 gennaio segnò un'altra doppietta contro il Blackpool a Bloomfield Road.
Il 15 settembre 2009 tornò in prestito al Watford per tre mesi. All'esordio, il 19 settembre contro il Leicester City, entrò in campo nel secondo tempo al posto di Henri Lansbury e segnò una doppietta, prima di essere sostituito da Nathan Ellington per infortunio. Il 7 novembre segnò contro il Preston North End e il 21 novembre realizzò una doppietta contro lo Scunthorpe United, arrivando a collezionare cinque gol nelle prime quattro partite.
Il prestito terminò il 28 dicembre ma l'11 gennaio, 10 anni dopo aver firmato il suo primo contratto con il Watford, Helguson passò di nuovo in prestito al Watford fino al 30 giugno. I due club decisero che Helguson non avrebbe giocato la partita di Loftus Road tra il QPR e il Watford.
Nella stagione 2010-2011 ha vinto la Football League Championship e il QPR è tornato in Premier League, dove mancava dalla stagione 1995-1996. Helguson ha contribuito alla vittoria del primo trofeo della sua carriera segnando 13 gol, tra cui due doppiette realizzate contro il Middlesbrough il 26 febbraio e contro il Crystal Palace il 12 marzo.
Nell'estate 2012 si trasferisce al Cardiff City.

### Nazionale

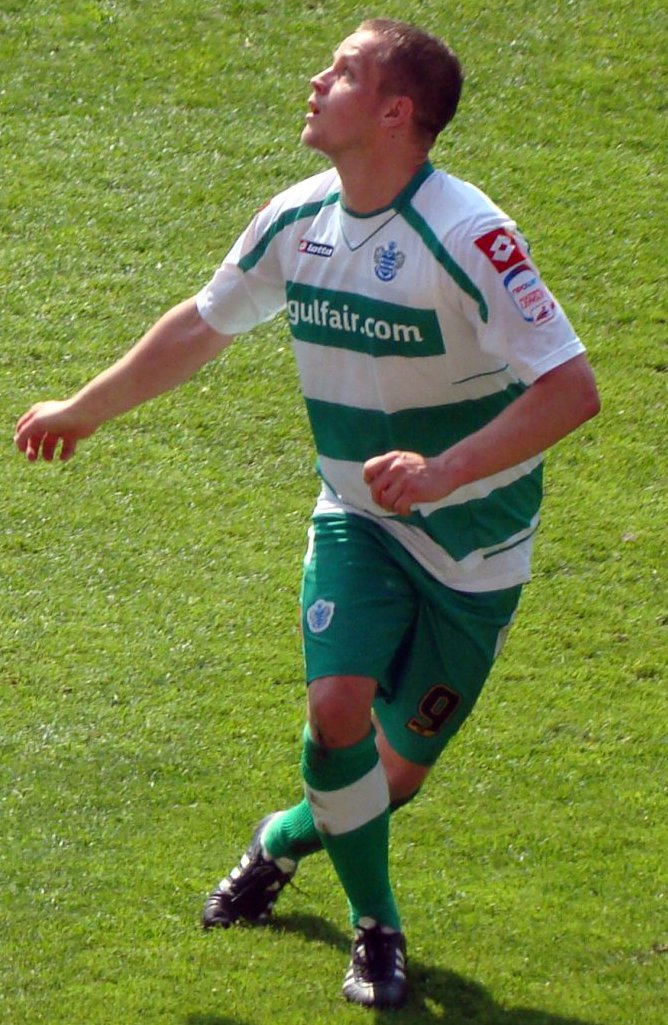
Helguson nel 2011

Il 20 settembre 1994 Helguson esordì con la Nazionale islandese Under-19 in una partita vinta per 6-0 contro la Slovenia. In totale con l'Under-19 giocò 18 partite segnando 2 gol.
L'11 giugno 1997 esordì con l'Under-21 al Keflavíkurvöllur di Keflavík in una partita vinta per 2-0 contro la Norvegia, Helguson segnò il primo gol della partita. In totale con l'Under-21 giocò 6 partite e segnò un gol.
Il 28 aprile 1999 esordì con la Nazionale maggiore in una partita vinta per 2-1 contro Malta, entrando in campo al 55' al posto di Ríkharður Daðason.
Nel 2006 ha annunciato il suo ritiro dalla Nazionale ma è tornato nel 2008 e da allora è stato convocato regolarmente.

## Palmarès

### Club

#### Competizioni nazionali
- Football League Championship: 1

Queens Park Rangers: 2010-2011